# Petar Krešimir IV de Croacia
Petar Krešimir IV, llamado el Grande (croata: Petar Krešimir IV Veliki, latino: Petrus Cresimiri ) (fallecido en 1075), fue rey notablemente enérgico de Croacia de 1059 hasta su muerte en 1074/1075. Fue el último gran gobernante de la rama Krešimirović de la Dinastía Trpimirović. 
Bajo el mandato del reino croata logró su cumbre territorialmente, ganando el apodo de "el Grande", el único en la historia croata. Mantuvo su sede en Nin y Biograd na Moru, aunque la ciudad de Šibenik tiene una estatua suya, y es a veces llamada la ciudad de Krešimir ("Krešimirov grad", en croata) porque es reconocido generalmente como su fundador.

## Biografía

### Primeros años

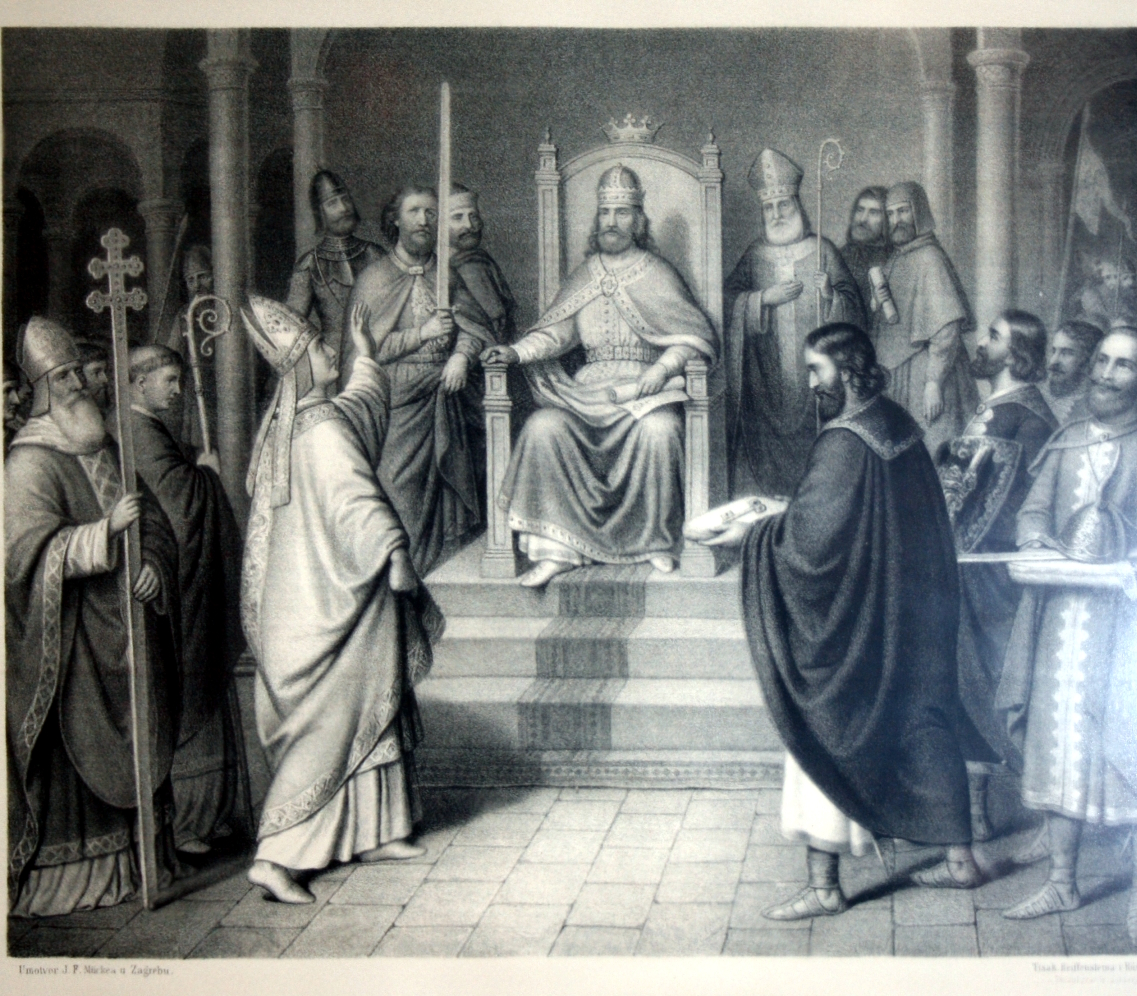
Petar Krešimir IV siendo reconocido como rey por la diócesis de Split.

Petar Krešimir nació como uno de los dos hijos del rey Esteban I de Croacia (Stjepan I) y de su esposa Hicela, quien era descendiente del veneciano Pedro Orseolo.i[›].
Kresšimir fue criado en Venecia, sucedió a su padre Esteban I a su muerte en 1058 y fue coronado al año siguiente. Se desconoce el lugar donde se verificó la ceremonia, pero algunos historiadores sugieren que probablemente fue en Biograd.
Al principio, continuó con las políticas de su padre, pero el papa Nicolás II le solicitó en 1059 y luego en 1060 que reformase la iglesia croata para que esta adoptase el rito romano. Esto resultaba de especial interés para el papado tras el Cisma de Oriente de 1054, que necesitaba un aliado en los Balcanes. Kresimir y la nobleza prestaron su apoyo al papa y a la iglesia de Roma.
No obstante, las reformas no convencieron a la baja nobleza y al campesinado. El clero croata prefería el rito bizantino y las costumbres ortodoxas, entre las que se contaban el dejarse barbas largas y el matrimonio de los sacerdotes. Más aún: las misas y demás oficios religiosos se habían probablemente en el eslavo popular (glagolítico), mientras que el papa exigía que se hiciesen en latín. Esto causó la rebelión del clero, acaudillado por un sacerdote llamado Vuk, en contra del celibato y la liturgia latina en 1063; los insurrectos fueron declarados herejes y excomulgados, decisión que apoyó Kresimir. Este reprimió con dureza toda clase de oposición y sostuvo una firme alineación hacia el catolicismo occidental romano, con la intención de integrar más plenamente a la población de Dalmacia en el reino. A su vez, podía luego usar a esta para equilibrar el poder creciente de los señores feudales. Hacia el final de su reinado, el feudalismo se había fortalecido en Croacia y Dalmacia se había integrado permanentemente en el Estado.
Las contribuciones de las ciudades reforzaron el poder de Krešimir, que fomentó su desarrollo, como fue el caso de las de Biograd, Nin, Šibenik, Karin y Skradin. Durante su reinado, también se construyeron varios monasterios, como los benedictinos de San Juan Evangelista y Santo Tomás en Biograd, y hubo copiosas donaciones de tierras a la Iglesia. En 1066, se concedió una carta al nuevo monasterio de Santa María en Zadar, cuya fundadora y primera monja fue la prima del soberano, la abadesa Čika. Este continúa siendo el monumento más antiguo de Croacia en la ciudad de Zadar, y se convirtió en punta de lanza de la reforma eclesiástica. Muchos otros monasterios de la Orden de San Benito se fundaron durante su reinado, incluyendo uno en Skradin.

### Política territorial

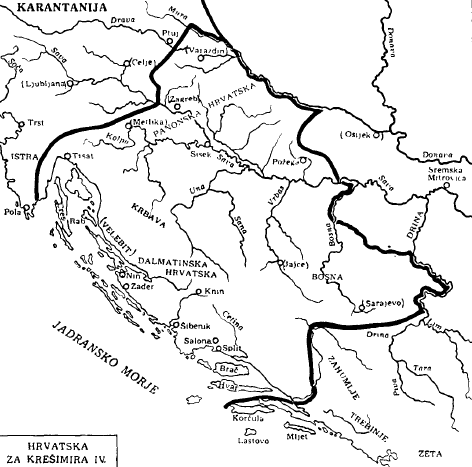
Reino croata durante el reinado de Petar Krešimir IV

Krešimir expandió enormemente Croacia a lo largo de las costas del mar Adriático y en el territorio continental al este. Hizo al ban de Eslavonia, Dmitar Zvonimir, de la relacionada casa de los Svetoslavić, su principal asesor con el título de duque de Croacia. Este acto llevó a Eslavonia al redil de Croacia definitivamente.
Durante ese periodo, se rumoreó que Krešimir había asesinado a su hermano Gojslav, quien posiblemente sirvió como ban de Croacia. Finalmente, los rumores llegaron al extranjero, y el Papa Alejandro II envió a uno de sus delegados a inquirir sobre la muerte de Gojslav. Sólo después de que el monarca y 12 županes hubieron tomado juramento de que no asesinó a su hermano, el Papa simbólicamente restauró el poder real a Krešimir.
De acuerdo a algunos documentos reales, el banato se dividió en tres, teniendo cada uno la jurisdicción sobre una parte importante del reino; Zvonimir, el sucesor de Krešimir, trnía el banato de Eslavonia (c.1065–1075), Gojčo (1060–1069), otro en el litoral croata, y otro en Bosnia.
En 1069,  dio la isla Maun, cerca de Nin, al monasterio de St. Krševan en Zadar, en agradecimiento por la "expansión del reino en tierra y en mar, agradeciendo al Dios omnipotente" (quia Deus omnipotenus terra marique nostrum prolungavit regnum). En su documento superviviente, Krešimir no obstante no dejó de señalar que era ''nuestra propia isla que se encuentra en nuestro mar de Dalmacia" (nostram propriam insulam en nostro Dalmatico mari sitam, que vocatur Mauni).

### Relaciones con los Bizantinos y los Normandos
En 1069, hizo que el Imperio bizantino le reconociera como gobernante supremo de los territorios que la Dalmacia bizantina había controlado desde la lucha dinástica croata de 997. En esa época, el imperio estaba en guerra con los turcos selyúcidas en Asia y los normandos en el sur de Italia, Krešimir aprovechó la oportunidad y, evitando una nominación imperial como procónsul o eparca, consolidó sus cargos como el regnum Dalmatiae et Chroatia. Esto no es un título formal, sino que designa un territorio político-administrativo unificado, el cual había sido el principal deseo de muchos reyes croatas.

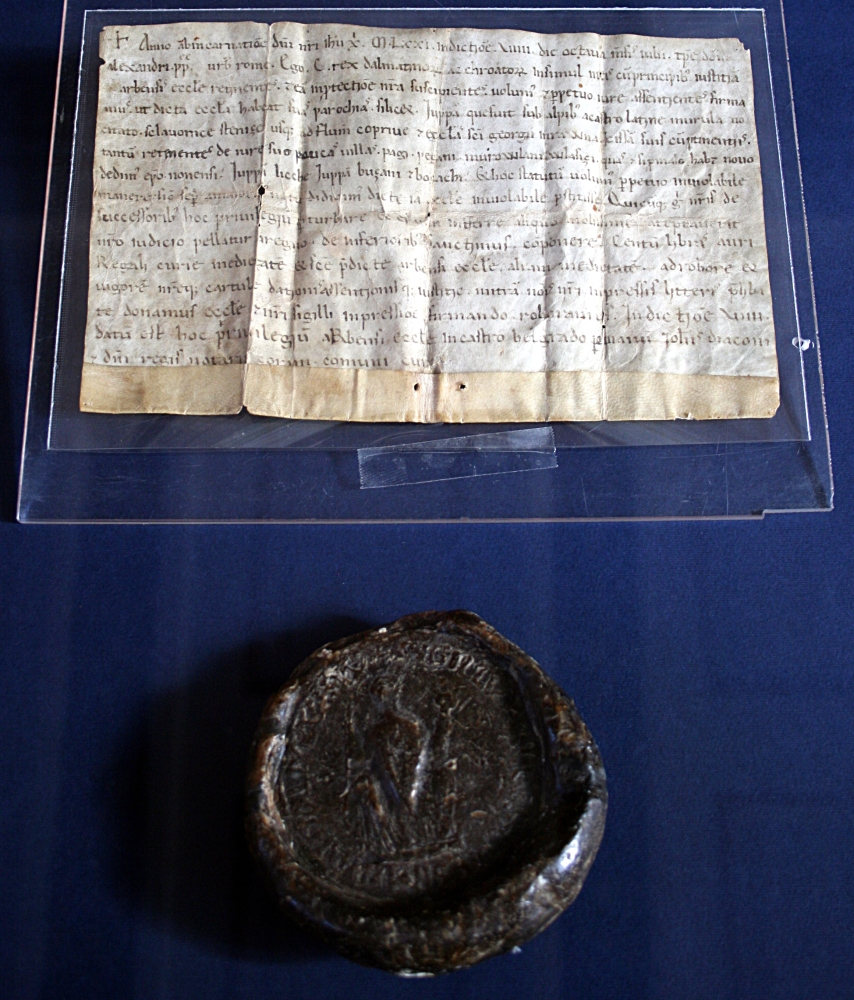
La confirmación del rey de dar parcelas de tierra a la diócesis de Rab.

Durante su  reinado, los normandos del sur de Italia estuvieron involucrados por primera vez en la política balcánica y Krešimir pronto entró en contacto con ellos. Después de la Batalla de Manzikert en 1071, donde los turcos selyúcidas derrotaron al ejército Imperial Oriental, los serbios instigaron una rebelión de boyardos eslavos en Macedonia. En 1072, Krešimir fue acusado de prestar su ayuda a la revuelta. Sin embargo, a pesar de todo, el imperio realizó rápidas represalias en 1074. En 1075, el conde normando Amico de Giovinazzo invadió Croacia desde el sur de Italia, ya sea por orden del Papa, o en nombre de las ciudades dálmatas (por invitación para protegerlos de la dominación croata). Amico asedio Rab por casi un mes (finales de abril hasta principios de mayo). Fracasó en tomar la isla, pero se las arregló para capturar al rey de Croacia por sí mismo en un lugar no identificado. A cambio de su libertad,  fue forzado a ceder muchas ciudades, incluyendo tanto sus capitales, así como Zadar, Split, y Trogir. Sus seguidores también recogieron un gran rescate. Sin embargo, no fue liberado. Durante los próximos dos años, la República de Venecia expulsó a los normandos y aseguró las ciudades para ellos.

### Muerte y sucesión
Acercándose el fin de su reinado, Petar Krešimir no tuvo ningún hijo varón, sino sólo una hija, Neda. Sus hermanos estaban muertos, así que su muerte significó el fin de la rama usurpadora Krešimir III de Croacia de la dinastía Trpimirović. Petar Krešimir designó a su primo Demetrius Zvonimir, duque de Eslavonia, como su heredero,  el cual restauró la rama de Svetoslav Suronja de la dinastía. Según algunos historiadores, Zvonimir depuso a Petar de su cargo. Es incierto si Petar murió en una prisión normanda durante la primera mitad de 1075. Según Johannes Lucius, un usurpador, eslavo, accedió al trono en algún momento en 1074 y reinó sólo un año antes de ser sucedido por Zvonimir.
Krešimir fue enterrado en la iglesia de San Esteban en Solin, junto con los otros duques y reyes de Croacia. Varios siglos más tarde los turcos otomanos destruyeron la iglesia, expulsaron a los monjes que preservaban el lugar, y destruyeron las tumbas.

## Legado
Krešimir es considerado, por varios historiadores, como uno de los gobernantes croata más grandes. Thomas el Archdeacon lo nombró "el grande" en su trabajo Historia Salonitana durante el siglo XIII por su importancia en la unificación de las ciudades costeras de Dalmacia con el estado croata y cumpliendo su cumbre en la extensión territorial de Croacia. El RTOP-11 de la armada croata fue nombrado en su honor póstumamente. La ciudad de Šibenik erigió una estatua en su honor y algunas escuelas en la zona fueron nombradas en honor a él.